# Missions militaires de liaison

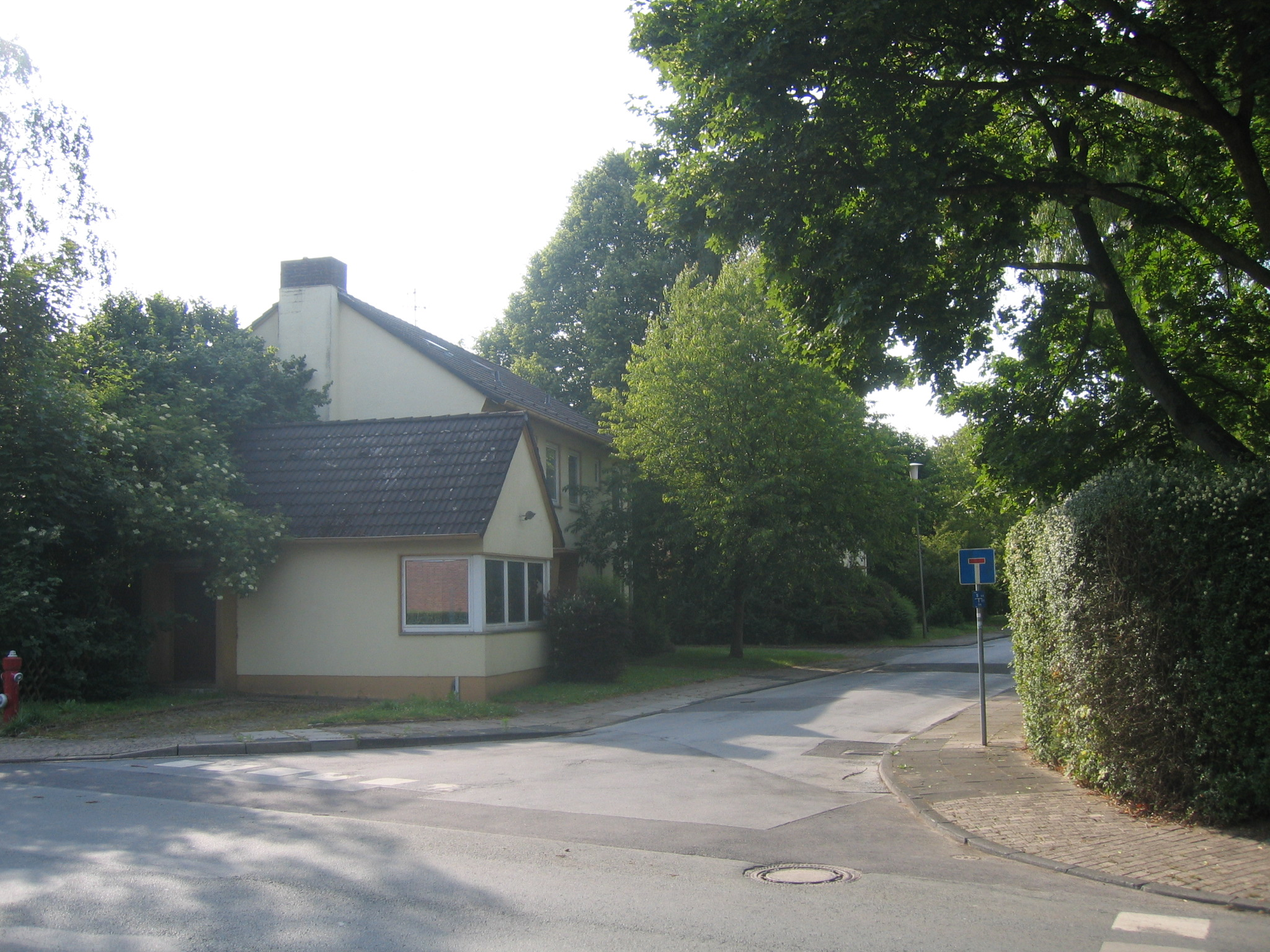
Cet ancien poste britannique marque l'entrée d'un ancien SOXMIS à Bünde en Allemagne de l'Ouest, où des Soviétiques ont vécu dans un complexe supervisé par un couple marié de militaires britanniques.

Régions interdites (barrées en rouge) aux MML soviétiques dans la Zone d'occupation britannique en Allemagne en 1970.

Les missions militaires de liaison (MML ou MLM, abréviation de l'anglais Military liaison missions) ou missions militaires étrangères de liaison ont joué un rôle important dans le recueil de renseignement militaire pendant la guerre froide. Elles ont aussi permis de confirmer qu'aucune des parties signataires ne menait de préparatifs militaires significatifs, ce qui a joué en faveur d'un apaisement. Créées après la Seconde Guerre mondiale à la suite d'accords entre les alliés occidentaux (États-Unis, France et Royaume-Uni) et l'URSS, elles ont inspecté les zones occupées d'Allemagne de 1946 à 1990.

## Description
Après la Seconde Guerre mondiale, des accords entre les quatre puissances qui occupent l'Allemagne autorisent le déploiement d'unités de renseignement militaire dans une autre partie de l'Allemagne occupée, officiellement pour la surveillance du territoire occupé et l'amélioration des relations entre les Soviétiques et les trois autres pays. 
Les MML britanniques/soviétiques débutent le 16 septembre 1946 selon les termes de l'accord Robertson-Malinin (du nom des commandants en chef respectifs). Les Britanniques autorisent 31 Soviétiques à circuler dans leur zone d'occupation ; les Soviétiques autorisent autant de Britanniques. Les États-Unis signent l'accord Huebner-Malinin en mars 1947 et la France signe l'accord Noiret-Malinin en avril 1947. Les MML américaines/soviétiques et françaises/soviétiques comprennent notablement moins de personnel autorisé, probablement parce les Américains, les Français et les Soviétiques craignent les intentions belliqueuses de leur opposant. Les MML américaines, britanniques et françaises parcourent l'Allemagne de l'Est, alors que les trois MML soviétiques parcourent les zones occupées en Allemagne de l'Ouest. 
Les missions sont désignées par 
- British Commanders'-in-Chief Mission to the Soviet Forces in Germany (abrégé en BRIXMIS)
- Mission militaire française de liaison (MMFL, ou FMLM pour French Military liaison missions)
- United States Military Liaison Mission (USMLM)
- Soviet Union Military Liaison Mission (SOXMIS/SMLM)

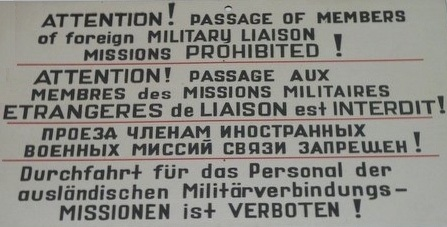
Interdiction adressée aux MML.

Les MML alliées sont stationnées à Berlin-Ouest, mais commencent leurs inspections à partir de maisons de mission nationales situées à Potsdam. À bord de solides voitures de couleur olive délavée, les MML alliées sont le plus souvent composées de trois personnes : un conducteur, un officier et un sous-officier. Les MML alliées, qui détiennent un statut quasi-diplomatique, circulent librement en Allemagne de l'Est, à l'exception des régions interdites. Le personnel autorisé des forces alliées n'est pas soumis aux lois est-allemandes, ni aux ordres des militaires soviétiques. Peu d'informations sont connues sur les MML soviétiques.
Menées pendant toute la guerre froide, elles sont suspendues en 1990 peu après la réunification de l'Allemagne.

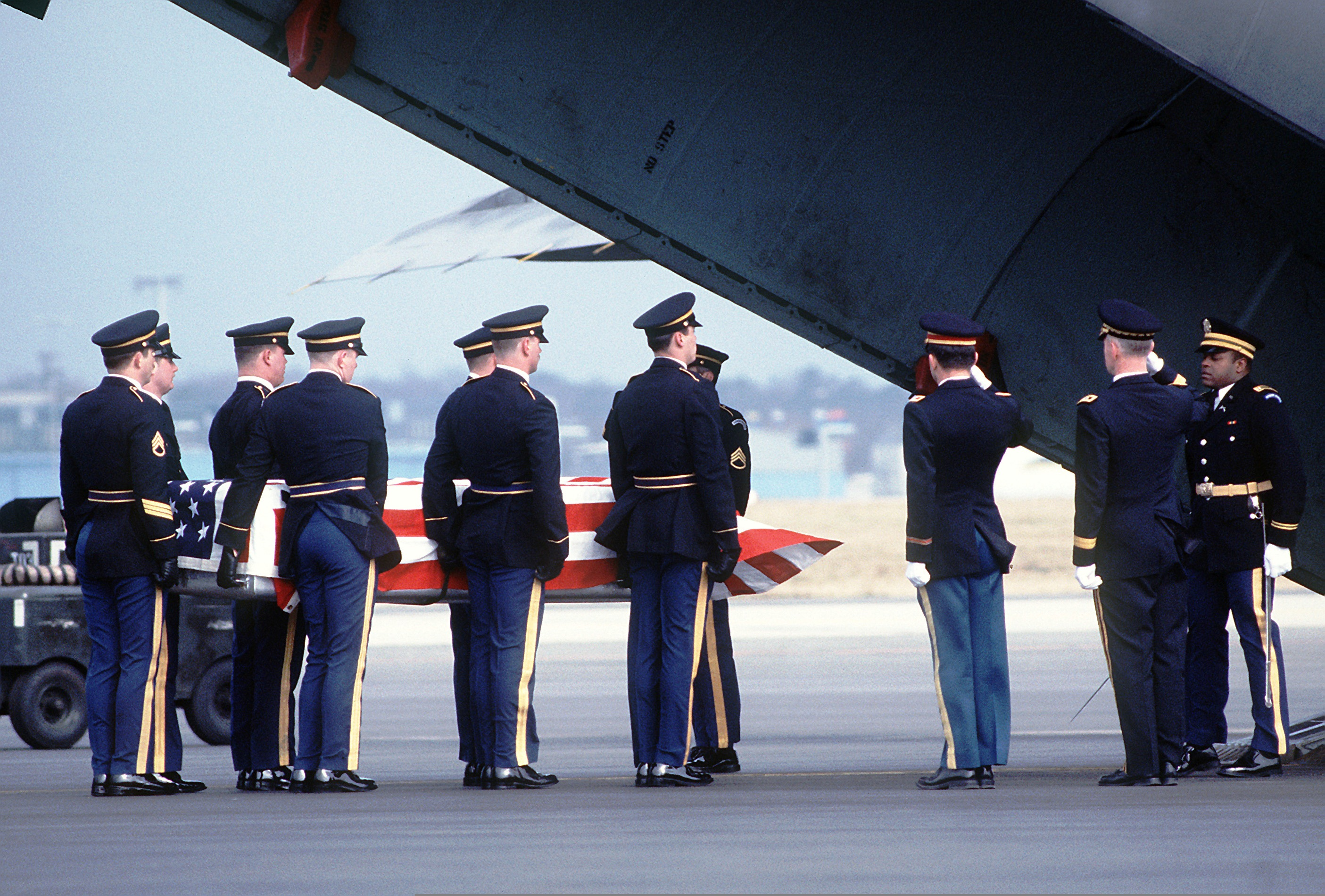
Transfert du cercueil d'Arthur Nicholson.

Pendant les inspections, des membres ont été blessés ou tués lors d'accidents ou d'« incidents », ce qui a provoqué des tensions militaires et politiques. L'un des incidents les plus notables est la mort du major Arthur D. Nicholson (en), membre des MML américaines tué le 23 mars 1985 après avoir reçu une balle d'un sergent soviétique. Un an avant était survenu le premier décès d'un membre des missions, l'adjudant-chef Philippe Mariotti, tué lors d'une collision volontairement provoquée par la Stasi.